# Danny MacAskill
Daniel MacAskill, més conegut com a Danny MacAskill   (Dunvegan, 23 de desembre de 1985), és un corredor de bicitrial escocès especialista en street trial. Es dedica professionalment a aquest esport com a pilot oficial de la marca de bicicletes Inspired Bicycles Ltd. Va protagonitzar April 2009, un vídeo de street trials de cinc minuts i mig, filmat pel seu company de pis Dave Sowerby i publicat a YouTube el 19 d'abril de 2009, el qual aconseguí un gran èxit popular i l'atenció dels mitjans. El vídeo mostra MacAskill fent acrobàcies mentre sona 'The Funeral' de Band of Horses.
A 1 de gener de 2015

## Trajectòria
Quan MacAskill es donà a conèixer, l'abril de 2009, feia més de 12 anys que s'entrenava. Més endavant, deixà la seva feina de mecànic per tal de poder-se dedicar a practicar amb la bicicleta a temps complet i actualment viu a Glasgow. El juny de 2009, aparegué al vídeo musical del tema "Winter Hill" dels Doves. Al setembre, protagonitzà un anunci de televisió de s1jobs.com, una agència de col·locació de Leith.

### 2010 - 2011
El 16 de novembre del 2010, MacAskill realitzà un nou vídeo anomenat Way Back Home, produït per Red Bull Media House. El vídeo mostra diversos llocs d'Escòcia, com ara el castell d'Edimburg, North Berwick, búnquers de guerra a l'illa d'Inchgarvie sota el pont de Forth i la presa de Cruachan a les Terres altes. El maig de 2011, Leica publicà un vídeo promocional en què MacAskill realitzava exhibicions a Ciutat del Cap. El 9 d'agost d'aquell any, Cut Media en publicà un altre anomenat Industrial Revolutions, dirigit per Stu Thomson. El vídeo, amb la cançó 'The Wolves' de Ben Howard de fons, mostra MacAskill tot fent trucs en una ferreria escocesos abandonada. Fou creat per al documental de Channel 4 "Concrete Circus".
També el 2011, MacAskill llançà un quadre de trial juntament amb Inspired Bicycles, al qual anomenaren "Inspired Skye".

### 2012 - 2013
El 2012, MacAskill participà com a especialista a la pel·lícula Premium Rush. El representant actual de MacAskill és l'agència alemanya Rasoulution.
A començaments de maig de 2013, fou convidat a Taichung (Taiwan) per Lezyne USA per a filmar un vídeo titulat Danny MacAskill in Taiwan - powered by Lezyne. L'estiu d'aquell any, MacAskill publicà un projecte de trial a YouTube anomenat Imaginate que havia estat filmat durant 18 mesos, produït per Red Bull Media House i dirigit per Stu Thomson. En menys de tres setmanes, el vídeo rebé més de 4 milions de visites.

### 2014
El maig de 2014, MacAskill llançà un altre vídeo a través de Red Bull Media House anomenat Epecuen, el qual fou filmat a Villa Epecuén, Argentina. El poble ha estat submergit sota el llac la major part del temps des de 1985, i el vídeo comença amb el seu únic resident parlant sobre això. A començaments de setembre, el vídeo havia acumulat més de 3 milions de visites.
L'octubre de 2014, MacAskill i el seu habitual col·laborador Stu Thomson de Cut Media llançaren una pel·lícula titulada The Ridge. Fou filmada a la seva illa natal, Skye, al llarg de la rocosa i costeruda serra de Cuillin. Durant els primers 5 dies, el vídeo a YouTube va obtenir més de 10 milions de visites. La pel·lícula es completà amb un programa de la BBC d'Escòcia, Riding the Ridge, en què Danny i la gent de Cut Media explicaven com van rodar la pel·lícula.
La seva darrera pel·lícula, Cascadia, també produïda per Cut Media, havia d'aparèixer el novembre de 2015.